# 云南枸杞
云南枸杞（学名：Lycium yunnanense），为茄科枸杞属下的一个植物种。其种加词“yunnanense”意为“云南的”。